# Neoechinorhynchus strigosus
Neoechinorhynchus strigosus är en hakmaskart som beskrevs av Van Cleave 1949. Neoechinorhynchus strigosus ingår i släktet Neoechinorhynchus och familjen Neoechinorhynchidae. Inga underarter finns listade i Catalogue of Life.